# Hydroxylering
Hydroxylering kallas den process då minst en väteatom i ett kolväte ersätts av en hydroxylgrupp (OH-grupp). Det är en oxidation, och katalyseras i levande organismer av enzymer som kallas hydroxylaser. Hydroxylering av aminosyrarester är en del av den posttranslationella modifieringen av proteiner under proteinsyntesen.